# Turistická značená trasa 4307
 Turistická značená trasa 4307 je 11 km dlouhá zeleně značená trasa Klubu českých turistů v okrese Chrudim spojující Heřmanův Městec s hradem Lichnice. Její převažující směr je jihozápadní. Závěr trasy se nachází na území CHKO Železné hory.

## Průběh trasy
Turistická značená trasa 4307 má svůj počátek na náměstí v Heřmanově Městci, kde plynule navazuje na zeleně značenou trasu 4303 ze Slatiňan. Dále zde mají svůj výchozí bod červeně značená trasa 0443 do Choltic a modře značená trasa 1917 do Seče. Trasa 4307 vede kolem heřmanoměsteckého nádraží a v souběhu s naučnou stezkou Město u dvou moří pokračuje k jihozápadu po místní komunikaci podél potoka Konopky ke koupališti Konopáč. Od něj je výchozí žlutě značená trasa 7340 do Semtěše, se kterou z počátku vede v krátkém souběhu. Trasa 4307 pokračuje dál k jihozápadu chatovou osadou, z obslužné cesty postupně přechází na lesní pěšinu a vede svahem nad soustavou rybníků na potoku Konopce. Vstupuje do svahů Železných hor, přechází hráz rybníka Martin a po cestě vedoucí po okraji lesa přichází k silnici Kostelec u Heřmanova Městce - Vyžice. Tu asi 0,5 km sleduje a poté vstupuje na lesní cestu. Ta vede střídavě k jihu a západu a postupně přechází v pěšinu stoupající do vesnic Sušice a Míčov. Mezi nimi pak vede po silnici a v Míčově z ní odbočuje žlutě značená trasa 7350 ke Zbyslavecké ozdravovně. Trasa 4307 pokračuje dále po cestách jihozápadním směrem přes louku a poté lesem k Lovětínskému rybníku, kde vede v krátkém souběhu se žlutě značenou trasou 7346 z Prachovic do Lovětínské rokle. Nad ní přechází do souběhu s červeně značenou trasou 0481 přicházející od Žlebů a společně vedou po silnici do Podhradí, kde pod hradem Lichnice obě trasy končí. Na trasu 0481 zde navazuje rovněž červeně značená trasa 0450 do Třemošnice.

## Historie
Trasa dříve nevedla kolem rybníka Martin, ale severozápadněji po silnici Konopáč - Vyžice a poté lesní pěšinou k silnici Kostelec u Heřmanova Městce - Vyžice, kterou křížila a napojovala na stávající trasu.

## Turistické zajímavosti na trase
- Zámek Heřmanův Městec
- Kostel svatého Bartoloměje v Heřmanově Městci
- Kaple svatého Jiří v Heřmanově Městci
- Koupaliště Konopáč
- Kostel svatého Matouše v Míčově
- Lovětínský rybník
- Lovětínská rokle
- Vyhlídka Dívčí kámen
- hrad Lichnice